# 二子町 (愛西市)
二子町（ふたごちょう）は、愛知県愛西市にある地名。字が7ある。

## 地理
旧八開村域南東部に位置する。領内川と佐屋川（現在は海部幹線水路）に挟まれた土地である。

### 字一覧
（五十音順・読みはYahoo!地図による）
- 上丸島（かみまるじま）
- 小判山（こばんやま）
- 定納（じょうの）
- 新田（しんでん）
- 松原（まつばら）
- 丸島（まるじま）
- 柳原（やなぎはら）

## 歴史

### 町名の由来
津島神社の天王祭において使用される神葭を刈った場所であったため二子葭山村と称したものが約されたものであるとも、二郷が転じたものであるとも、葭山が二つ並んでいたことからともいう。

### 沿革
- 江戸時代 - 尾張国海西郡の尾張藩領・鵜多須代官所支配の二子葭山村として所在。のち（寛文年間よりのち、天保年間より前とみられる）二子村と改称[1]。
- 1878年（明治11年） - 古赤目村を合併する[1]。
- 1889年（明治22年） - 開治村大字二子となる[1]。
- 1906年（明治39年） - 八開村大字二子となる[1]。
- 1978年（昭和53年） - 大字二子の一部が大字上東川・大字下東川となる[1]。
- 2005年（平成17年）4月1日 - 愛西市二子町となる。

## 世帯数と人口
2019年（令和元年）5月1日現在の世帯数と人口は以下の通りである。
| 町丁   | 世帯数  | 人口  |
| ------ | ------- | ----- |
| 二子町 | 332世帯 | 996人 |

### 人口の変遷
国勢調査による人口の推移
| 2005年（平成17年） | 235人   | [ WEB 12 ] |  |
| 2010年（平成22年） | 1,037人 | [ WEB 13 ] |  |
| 2015年（平成27年） | 963人   | [ WEB 14 ] |  |

## 小・中学校の学区
市立小・中学校に通う場合、学区は以下の通りとなる。
| 字                      | 番・番地等 | 小学校             | 中学校             |
| ----------------------- | ---------- | ------------------ | ------------------ |
| 定納 柳原 松原          | 全域       | 愛西市立八輪小学校 | 愛西市立八開中学校 |
| 小判山 上丸島 丸島 新田 | 全域       | 愛西市立開治小学校 | 愛西市立八開中学校 |

## 交通

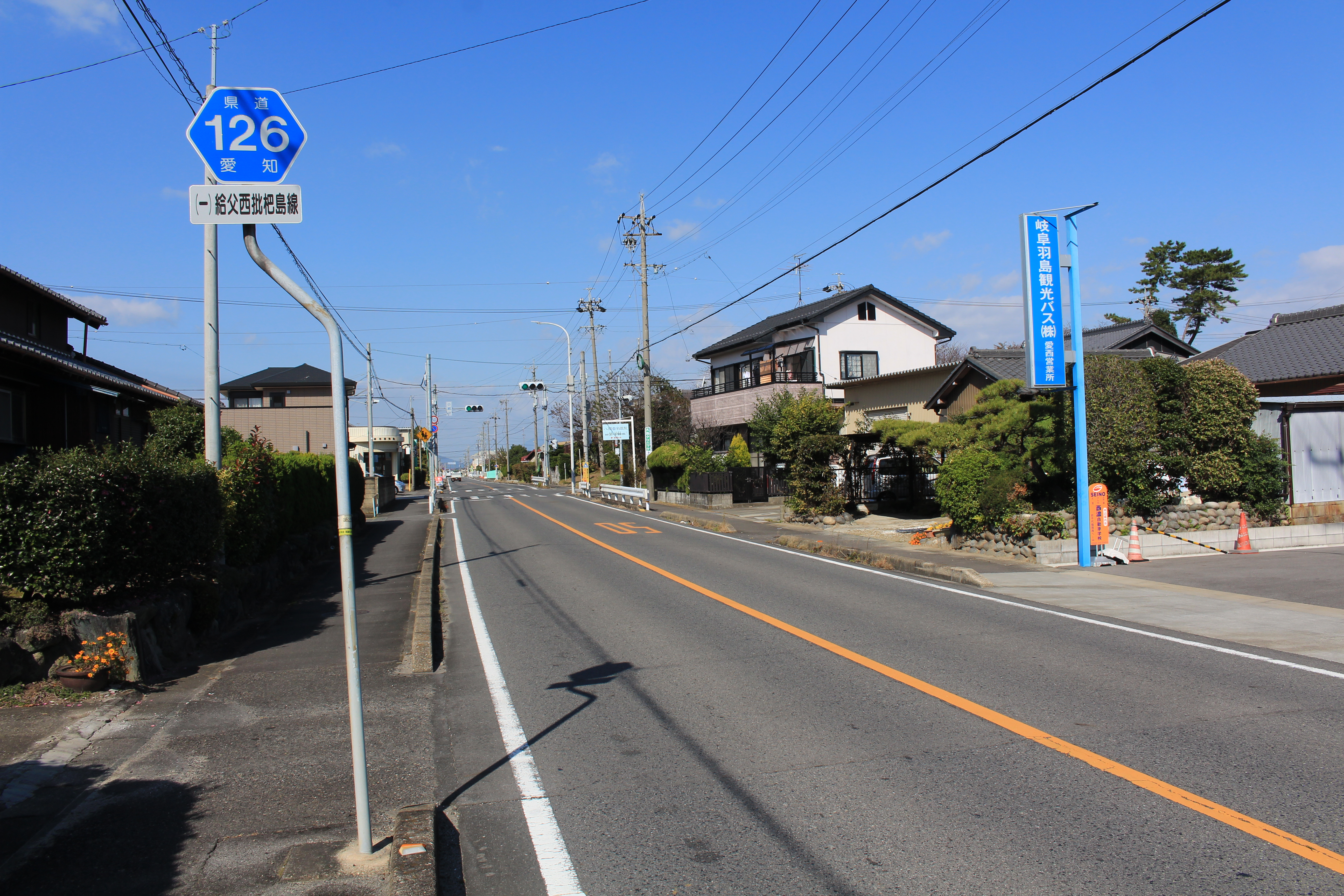
地内の中央を東西に横断する愛知県道126号給父西枇杷島線、小判山交差点東

### バス
- 愛西市巡回バス（2020年4月1日現在）[WEB 16]

|    | 停留所名 | ルート |
| -- | -------- | ------ |
| 76 | 小判山   | 八開   |

### 道路
- 愛知県道126号給父西枇杷島線

## 施設
- 白山神社
- 津島社
- 山神社
- 長楽寺
- 天理教丸和分教会
- 則武毛織
- 鷹場排水機場
- 鷹場第二排水機場
- 八開電話交換所
- 愛西市消防団八開第二分団
- 愛西市二子地区処理場

## その他

### 日本郵便
- 集配担当する郵便局は以下の通りである[WEB 17]。

| 字     | 郵便番号 | 郵便局     |
| ------ | -------- | ---------- |
| 上丸島 | 496-8035 | 津島郵便局 |
| 小判山 | 496-8034 | 津島郵便局 |
| 定納   | 496-8038 | 津島郵便局 |
| 新田   | 496-8037 | 津島郵便局 |
| 松原   | 496-8040 | 津島郵便局 |
| 丸島   | 496-8036 | 津島郵便局 |
| 柳原   | 496-8030 | 津島郵便局 |

### WEB
1. ↑  “愛知県愛西市の町丁・字一覧”.   人口統計ラボ. 2019年5月14日閲覧。
2. 1 2  “人口・世帯数（八開地区）” (PDF).   愛西市 (2019年5月1日). 2019年5月14日閲覧。
3. 1 2  “郵便番号（上丸島）”.  日本郵便. 2019年5月13日閲覧。
4. 1 2  “郵便番号（小判山）”.  日本郵便. 2019年5月13日閲覧。
5. 1 2  “郵便番号（定納）”.  日本郵便. 2019年5月13日閲覧。
6. 1 2  “郵便番号（新田）”.  日本郵便. 2019年5月13日閲覧。
7. 1 2  “郵便番号（松原）”.  日本郵便. 2019年5月13日閲覧。
8. 1 2  “郵便番号（丸島）”.  日本郵便. 2019年5月13日閲覧。
9. 1 2  “郵便番号（柳原）”.  日本郵便. 2019年5月13日閲覧。
10. ↑  “市外局番の一覧”.   総務省. 2019年5月13日閲覧。
11. ↑  Yahoo!地図 愛西市二子町2013年9月29日閲覧。
12. ↑  総務省統計局 (2014年6月27日). “平成17年国勢調査の調査結果(e-Stat) - 男女別人口及び世帯数 －町丁・字等”. 2019年3月23日閲覧。
13. ↑  総務省統計局 (2012年1月20日). “平成22年国勢調査の調査結果(e-Stat) - 男女別人口及び世帯数 －町丁・字等”. 2019年3月23日閲覧。
14. ↑  総務省統計局 (2017年1月27日). “平成27年国勢調査の調査結果(e-Stat) - 男女別人口及び世帯数 －町丁・字等”. 2019年3月23日閲覧。
15. ↑  “小・中学校”.   愛西市. 2019年5月14日閲覧。
16. ↑  愛西市. “愛西市巡回バス”. 2024年4月9日閲覧。
17. ↑  “郵便番号簿 2018年度版” (PDF).   日本郵便. 2019年4月23日閲覧。

### 書籍
1. 1 2 3 4 5 6  「角川日本地名大辞典」編纂委員会 1989, p. 1179.